# Kerry James Marshall
Kerry James Marshall (* 17. Oktober 1955 in Birmingham, Alabama) ist ein US-amerikanischer Künstler.

## Leben
Marshall studierte am Otis Art Institute in Los Angeles und war 1997 MacArthur Fellow. 1997 war er auf der documenta X, 2003 auf der Biennale di Venezia und 2007 auf der documenta 12 in Kassel vertreten.
In seinen Gemälden, Collagen und Videos greift Marschall eigene Erfahrungen als Afroamerikaner, sowie historische wie auch populäre und politische Motive auf. In seinen Panoptiken stehen schwarze Figuren im Mittelpunkt der Bildfläche.
Auf der documenta 12 zeigte er im Museum Fridericianum Malereien und Collagen, unter anderem das großformatige Could This Be Love (1992, Acryl und Collage, 215 × 233 cm), das die Schlafzimmerinteraktion eines schwarzen Paares darstellt, sowie La Venus Negra (1984, Acryl auf Papier, 152 × 101 cm) dessen Motiv sich aus den Titel ergibt. Im Aue-Pavillon wurde die Installation Rytm Master gezeigt, die sich mit Comic-Zeichnungen mit dem Zwiespalt der Afroamerikaner zwischen „Museumspädagogik und Bandengewalt“ beschäftigt.
2014 wurde er mit dem Wolfgang-Hahn-Preis der Gesellschaft für Moderne Kunst am Museum Ludwig ausgezeichnet, im gleichen Jahr wurde er zum Mitglied der American Academy of Arts and Sciences gewählt. 2017 zählte Time ihn zu den 100 einflussreichsten Persönlichkeiten. Im britischen Kunstmagazin „Art Review“ steht er (nach dem Galeristen David Zwirner) auf Platz 2 der Ranking-Liste „Power 100“ mit den aktuell einhundert einflussreichsten Persönlichkeiten im internationalen Kunstbetrieb.
Der Künstler lebt und arbeitet In Chicago.

## Ausstellungen
- 2012: Who's Afraid of Red, Black and Green, Wiener Secession
- 2009: Kerry James Marshall, San Francisco Museum of Modern Art
- 2009: SLOW MOVEMENT ODER: Das Halbe und das Ganze Kunsthalle Bern
- 2008: Heartland, Van Abbemuseum, Eindhoven 1. März 2008 – 27. Juli 2008
- 2007: THE COLOR LINE, Jack Shainman Gallery, New York

## Öffentliche Sammlungen

### USA
- MIT List Visual Arts Center, Cambridge, MA
- Harvard Art Museums, Cambridge, MA
- Museum of Contemporary Art (MCA), Chicago: Untitled (Painter), 2009, Acryl auf PVC, 113 × 110 × 10 cm, Inv. Nr. 2009.15 und zahlreiche weitere Arbeiten[2]
- The Art Institute of Chicago, Chicago, IL
- Los Angeles County Museum of Art – LACMA, Los Angeles, CA
- The Progressive Art Collection, Mayfield Village, OH
- Metropolitan Museum of Art, New York City, NYC
- San Francisco Museum of Modern Art – SFMOMA, San Francisco, CA
- The Corcoran Gallery of Art, Washington, DC